# Кильхен, Сергей Алексеевич
Сергей Алексеевич Кильхен (1825—1902) — русский военный деятель, генерал от артиллерии (1892).

## Биография
В службу вступил в 1843 году, с 1848 года после окончания Московского 1-го кадетского корпуса произведён в прапорщики и подпоручики. В 1849 году произведён в поручики с назначением старшим адъютантом 3-го артиллерийского дивизиона. В 1854 году произведён в штабс-капитаны, офицер для особых поручений, с 1855 года старший адъютант инспектора артиллерии Российской армии. В 1858 году произведён в капитаны и полковники. Участник Крымской компании.
С 1863 года старший адъютант, с 1865 года штаб-офицер для особых поручений Главного артиллерийского управления. В 1868 году произведён в генерал-майоры. С 1870 года командир 29-й артиллерийской бригады. С 1876 года помощник начальника артиллерии Киевского военного округа. С 1877 года начальник артиллерии 5-го армейского корпуса. В 1878 году произведён в генерал-лейтенанты. С 1879 года начальник артиллерии Харьковского военного округа.
С 1883 года комендант Ковенской крепости. В 1892 году произведён в генералы от артиллерии. Был награждён всеми орденами вплоть до ордена Святого Александра Невского пожалованного ему в 1890 году.

## Семья
Дочь: Елизавета (1856—1937) — супруга генерала от кавалерии, генерал-адъютанта Ф. Ф. Трепова. Председательница Совета Киевского благотворительного общества.
Сын: Михаил (1863—1916) — камергер, действительный статский советник.